# VBO Arena
VBO Arena, tidigare Vimmerby Ishall, är en ishall i Vimmerby i Kalmar län där Vimmerby Hockey spelar sina hemmamatcher. Publikkapaciteten är 1 750 åskådare.